# Matu (eiland)
Matu, ook Matu Island, is een eiland in Suriname. Het ligt in het Brokopondostuwmeer.
Het eiland is ontstaan, toen in de jaren 1960 het stuwmeer werd aangelegd en hoge gebieden boven het water uit bleven steken. Ook komen nog verschillende boomtoppen boven het water uit. Het eiland ligt aan de westkant van het stuwmeer en na aankomst via de weg is het iets minder dan anderhalf uur varen.
Op het eiland staan enkele huizen. De bomen zijn op enkele na gekapt. Het is onbewoond en is aan het begin van de 21e eeuw in gebruik als een toeristisch ressort. Voor wandelingen is het te klein, waardoor het vooral in trek is voor ontspanning, zoals luieren in de hangmat, zwemmen, hengelen en Surinaams eten.
In 2014 werd het eiland bezocht door de leden van de Nederlandse muziekband De Dijk, die verder een bezoek brachten aan Palulu bij Zanderij.